# Bahnhof Niederwalgern
Der Bahnhof Niederwalgern ist ein Bahnhof in Mittelhessen, südlich von Marburg. Er wurde als Keilbahnhof errichtet. Er ist der einzige Bahnhof des Ortes und der größte in der Gemeinde Weimar (Lahn). Er wird von Regionalbahnen, in den Hauptverkehrszeiten auch von einzelnen Regional-Express-Zügen, bedient. Das Empfangsgebäude steht unter Denkmalschutz.

## Geschichte
Eröffnet wurde der Bahnhof 1850 zeitgleich mit der Main-Weser-Bahn. Der Ort Niederwalgern erlebte durch den Bahnanschluss einen großen Aufschwung. Im nördlichen Bahnhofsgebiet siedelten sich einige Betriebe an, die teilweise auch ihre Güter per Bahn verluden. Seit der Eröffnung der Aar-Salzböde-Bahn im Mai 1894 nahm die Bedeutung des Bahnhofs besonders im Personenverkehr immer weiter zu. Als die Main-Weser-Bahn in den 1960er Jahren elektrifiziert wurde, betraf dies auch den Bahnhofsteil der Strecke nach Herborn.
Der Niedergang des Bahnhofs begann in den 1980er Jahren, als man die Oberleitung über dem westlichen Bahnhofsteil entfernte und einzelne Gleisanlagen demontierte. Außerdem wurde die Güterverladung komplett aufgegeben. 1992 fuhr der letzte Güterzug aus Gladenbach in den Bahnhof ein und eine Stilllegung der Aar-Salzböde-Bahn war abzusehen. Die Züge der Aar-Salzböde-Bahn verkehrten in keinem festen Takt. Sie fuhren von Herborn nach Niederwalgern. In den letzten Betriebsjahren waren alle Züge ohne Zwischenhalt in Niederweimar nach Marburg durchgebunden, auf der anderen Streckenseite fuhren einzelne Züge über Herborn hinaus nach Dillenburg weiter.
Als im Mai 1995 der Personenverkehr auf dem östlichen Teil dieser Strecke trotz positivem Gutachten endete, nahm die Bedeutung des Bahnhofs stark ab. Einige Zugverbindungen wurden gestrichen und das Bahnhofspersonal wurde abgezogen. Eine mögliche Reaktivierung der Aar-Salzböde-Bahn wurde mit der Einstellung des Gesamtverkehrs auf dem westlichen Abschnitt (2001), der Gesamtstilllegung (2002) und schließlich dem illegalen Gleisabbau westlich von Niederwalgern (2006) immer unwahrscheinlicher. Heute ist die Strecke nach Herborn – bis auf den Bahnhofsbereich in Niederwalgern – demontiert, der Güterbahnhof stillgelegt und die Anzahl der befahrbaren Gleise wurde auf vier reduziert. Außerdem wurden in den letzten Jahren einige Gütergleise im nördlichen Bahnhofsareal und Verbindungsgleise zur Aar-Salzböde-Bahn abgebaut.
Der Bahnhof Niederwalgern wird seit 2006 im Stundentakt durch den Mittelhessen-Express (Treysa–Frankfurt Hbf) bedient. Davor fuhren Regionalbahnen mit verschiedensten Relationen. Seit Dezember 2010 gab es eine neue Zuggattung, die alle zwei Stunden von Marburg nach Frankfurt fährt. Die alten Regionalbahnen 30 (Marburg–Gießen–Friedberg) und 40 (Gießen–Dillenburg–Siegen) wurden von der HLB übernommen. Mit dieser Übernahme hat sich die Anbindung des Bahnhofs sehr positiv entwickelt. In den Hauptverkehrszeiten hielten hier außerdem einzelne Regional-Express-Züge (Kassel–Frankfurt bzw. Marburg–Frankfurt) und Pendelzüge zwischen Treysa bzw. Marburg und Gießen. Es wurde jedoch gefordert, dass diese Züge statt in Niederwalgern im ähnlich stark frequentierten Bahnhof Fronhausen halten.

## Lage
Der Bahnhof Niederwalgern liegt am Nordostrand des Ortes an der Straße nach Wenkbach. Auf der westlichen Seite des Bahnhofs gibt es Parkplätze und eine Bushaltestelle. Er ist der größte ÖPNV-Knotenpunkt der Gemeinde.

## Verkehrsanbindung
Neben P+R-Parkplätzen gibt es die Bushaltestelle Niederwalgern Bahnhof. Dort halten folgende Buslinien:
- MR-31 (Niederweimar–Niederwalgern)
- MR-32 (Kehna–Fronhausen)
- MR-36 (Oberwalgern–Niederwalgern) einmal am Tag
- MR-37 (Niederwalgern Schule-Rodenhausen/Reimershausen/Lohra)
- MR-38 (Weipholtshausen–Wenkbach)

## Bahnanlagen

### Empfangsgebäude
Das Empfangsgebäude ist ein Klinkerbau aus dem 19. Jahrhundert. Es teilte sich auf in eine Bahnhofsgaststätte, die in einem Anbau untergebracht war und heute nicht mehr existiert und deren ehemaliger Gastraum seit den 1970er Jahren als Wartehalle mit Kiosk diente, einer Fahrkartenausgabe (mit Gepäckabfertigung) und – bis 1984 – dem Stellwerk Nf, das in einem heute abgerissenen Anbau auf der Seite der Main-Weser-Bahn untergebracht war. Es bediente alle Weichen und Signale des südlichen Bahnhofsteils der Main-Weser-Bahn sowie das Einfahrsignal der Aar-Salzböde-Bahn. Die beiden Weichen und die Gleissperre auf der Nebenbahnseite waren zu dieser Zeit ortsgestellt, sie wurden vom Stellwerk Nf lediglich verriegelt; Ausfahrsignale gab es hier bis 1984 nicht. In den 1990er Jahren wurde das Bahnpersonal aus dem Bahnhof abgezogen und seitdem steht er leer. Das Empfangsgebäude steht unter Denkmalschutz, wird aber dennoch nicht instand gehalten.
Das Bahnhofsumfeld ist weitgehend barrierefrei gestaltet. Einziges Problem für mobilitätseingeschränkte Personen stellt die Überquerung von Gleis 1 zum Zwischenbahnsteig (Gleis 2) sowie der Einstieg in die hier verkehrenden Züge dar.

### Gleise
Der Bahnhof Niederwalgern besitzt heute fünf Gleise, von denen zwei einen Bahnsteig haben. Außerdem gibt es zwei stillgelegte Gleise an der Aar-Salzböde-Bahn mit Bahnsteig, das dritte Gleis auf dieser Bahnhofsseite ist bereits seit einiger Zeit durch einen Parkplatz überbaut. Nördlich des Personenbahnhofs gibt es einige Gütergleise, die heute jedoch alle stillgelegt sind.
- Gleis 1 liegt wie die Gleise 2 und 3 an der Main-Weser-Bahn und am Hausbahnsteig des Bahnhofs. Dort halten die Züge nach Gießen und Frankfurt.
- Gleis 2 liegt am Zwischenbahnsteig und wird meist von den Zügen nach Marburg und Treysa befahren.
- Gleis 3 ist ein Überholgleis und wird nur von durchfahrenden Güterzügen und InterCitys befahren. Es besitzt ebenfalls einen aufgeschütteten Zwischenbahnsteig.
- Gleis 4 ist das ehemalige Hauptgleis der Aar-Salzböde-Bahn, hiervon wird noch der nördliche, parallel zu den Gleisen 1–3 liegende Teil ebenfalls als Überholgleis benutzt. Es besitzt keinen Bahnsteig.
- Die Gleise der Aar-Salzböde-Bahn wurden von Personen- und Güterzügen genutzt. Am Bahnsteig, der auf der Seite des Empfangsgebäudes liegt (Gleis 4), fuhren die meisten Züge ab. Das Gleis 5 diente als Ein- und Ausfahrgleis für Güterzüge, hatte aber ebenfalls einen aufgeschütteten Zwischenbahnsteig, Gleis 6 als Abstellgleis für Züge, die hier endeten. Die Gleisanlagen der ehemaligen Aar-Salzböde-Bahn sind im Bereich des Personenbahnhofs vollständig zurückgebaut.

### Stellwerk
Das heutige Stellwerk Nf befindet sich südlich des Empfangsgebäudes und wurde 1984 in der Bauform SpDr S60 errichtet. Es ersetzt das bis dahin vorhandene mechanische Stellwerk Nf (Bauart Zimmermann & Buchloh, 1919) in einem Anbau an das Bahnhofsgebäude auf der Seite der Hauptbahn sowie das einzeln stehende Stellwerk Nn am nördlichen Ende der Ladestraße etwa in Höhe des Streckenkilometers 114,9 (gleiche Bauart wie Nf). In dem neuen Stellwerk Nf werden sämtliche Anlagen des Bahnhofs gesteuert (sowohl die auf der Seite der Main-Weser-Bahn als auch die auf der Seite der ehemaligen Aar-Salzböde-Bahn, einschließlich des über diese Strecke führenden beschrankten Bahnübergangs, der zum Bahnhofsgelände führt; für diese Schrankenanlage gab es ein separates Schaltpult, das nicht in den Stelltisch integriert war). Außerdem wurde von Anfang an der benachbarte Bahnhof Fronhausen (Lahn) als Fernstellbereich in das Stellwerk integriert.

## Bedienungsangebot
Der Bahnhof liegt im Tarifgebiet des Rhein-Main-Verkehrsverbundes (RMV). Er wird vom Mittelhessen-Express (RB 41: Treysa–Frankfurt Hbf) bedient. Zusätzlich halten in der Hauptverkehrszeit einzelne Züge des RE 30.
| Linie | Verlauf | Takt |
| ----- | --- | --- |
| RE 30 | Main-Weser-Bahn: Frankfurt (Main) Hbf – Frankfurt (Main) West – Friedberg (Hess) – Bad Nauheim – Ostheim (b Butzbach) – Butzbach – Kirch Göns – Lang Göns – Großen Linden – Gießen – Lollar – Friedelhausen – Fronhausen (Lahn) – Niederwalgern – Marburg Süd – Marburg (Lahn) – Kirchhain (Bz Kassel) – Stadtallendorf – Neustadt (Kr Marburg) – Treysa – Borken (Hess) – Wabern (Bz Kassel) – Kassel-Wilhelmshöhe – Kassel Hbf Stand: Fahrplanwechsel Dezember 2021 | einzelne Züge zur HVZ |
| RB 41 | Mittelhessen-Express: Frankfurt (Main) Hbf – Frankfurt (Main) West (– Bad Vilbel) (zweistdl.) – Friedberg (Hess) – Bad Nauheim (– Ostheim (b Butzbach)) (zweistdl.) – Butzbach (– Kirch Göns – Lang Göns – Großen Linden) (zweistdl.) – Gießen – Gießen Oswaldsgarten – Lollar – Friedelhausen – Fronhausen (Lahn) – Niederwalgern – Niederweimar – Marburg Süd – Marburg (Lahn) – Cölbe – Bürgeln – Anzefahr – Kirchhain (Bz Kassel) – Stadtallendorf (– Neustadt (Kr Marburg) – Schwalmstadt-Wiera – Treysa) (wochentags) Flügelung in Gießen. Zugteil nach Dillenburg als RB 40. Stand: Fahrplanwechsel Dezember 2021 | 60 min 40/80 min (Frankf.–Gießen) 30 min (Gießen–Marb. wochentags) 120 min (Marb.–Stadtallend. Wochenende) 120 min (Stadtallend.–Treysa) |